# 伯恩斯坦湖

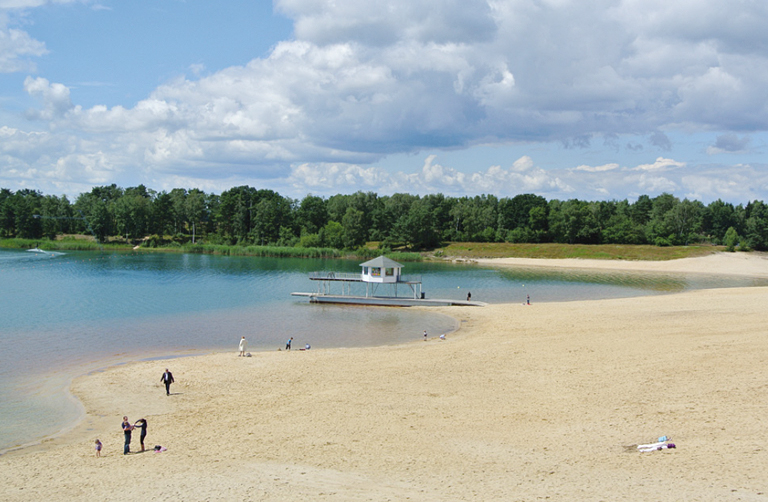

伯恩斯坦湖（德語：Bernsteinsee），是德國的湖泊，位於該國西北部，由下薩克森州負責管轄，處於吉夫霍恩縣，長0.4公里、寬0.3公里，面積0.1平方公里，最大水深16米。